# Rossau (Sachsen)
Rossau ist eine Gemeinde im Landkreis Mittelsachsen in Sachsen.

## Geographie
Rossau liegt ca. 3 km östlich von Mittweida und 15 km südlich von Döbeln. An der Westgrenze der Gemeinde befindet sich das Zschopautal.

### Gemeindegliederung
Zur Gemeinde gehören folgende Ortsteile:
- Hermsdorf
- Greifendorf
- Moosheim
- Nieder- und Oberrossau
- Weinsdorf mit Liebenhain
- Seifersbach
- Schönborn-Dreiwerden

### Nachbargemeinden
Angrenzende Gebietskörperschaften sind die Städte Hainichen, Frankenberg/Sa. und Mittweida sowie die Gemeinden Kriebstein, Lichtenau und Striegistal im Landkreis Mittelsachsen.

## Geschichte

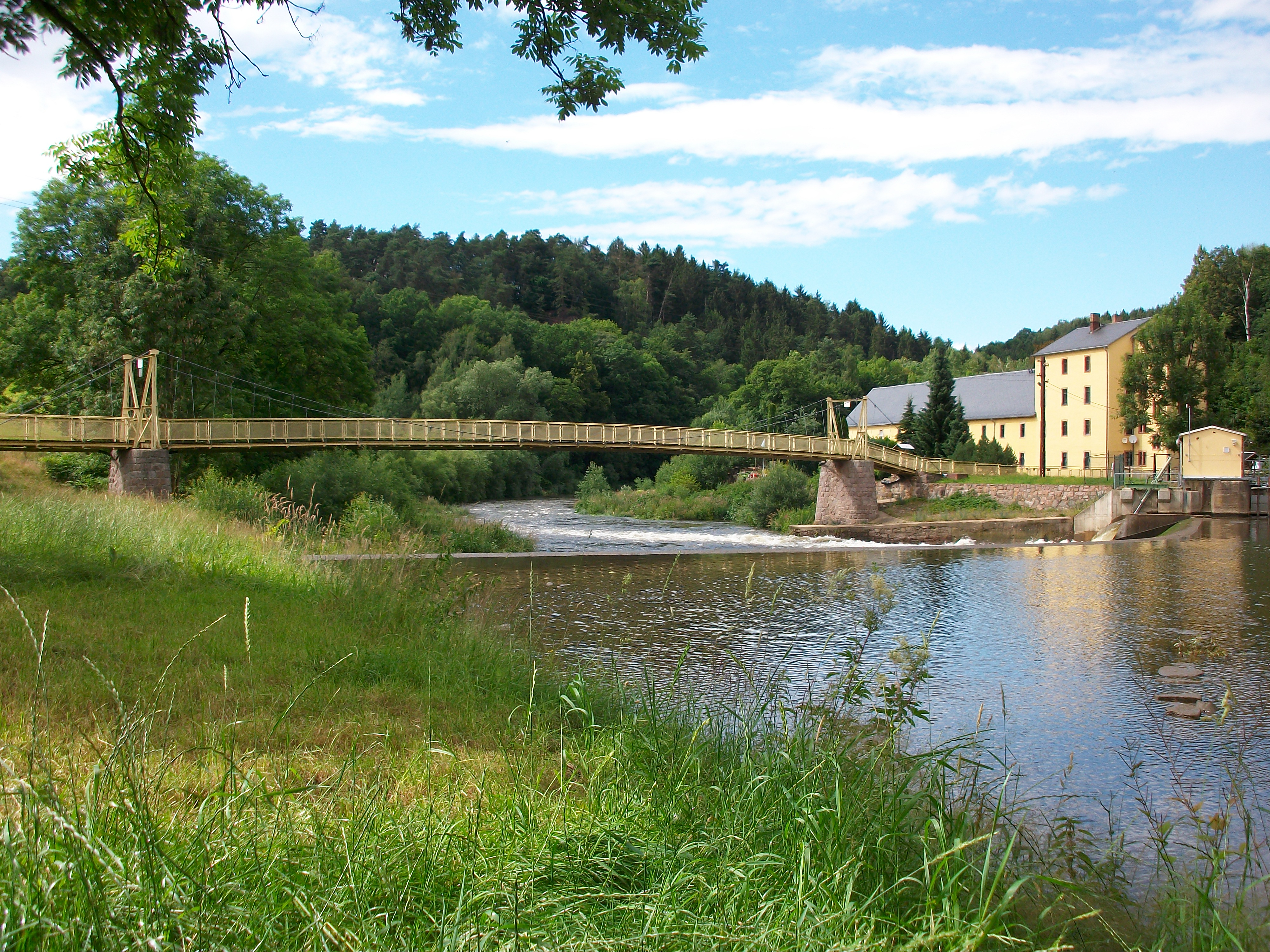
Hängebrücke Kockisch-Liebenhain mit Liebenhainer Mühle

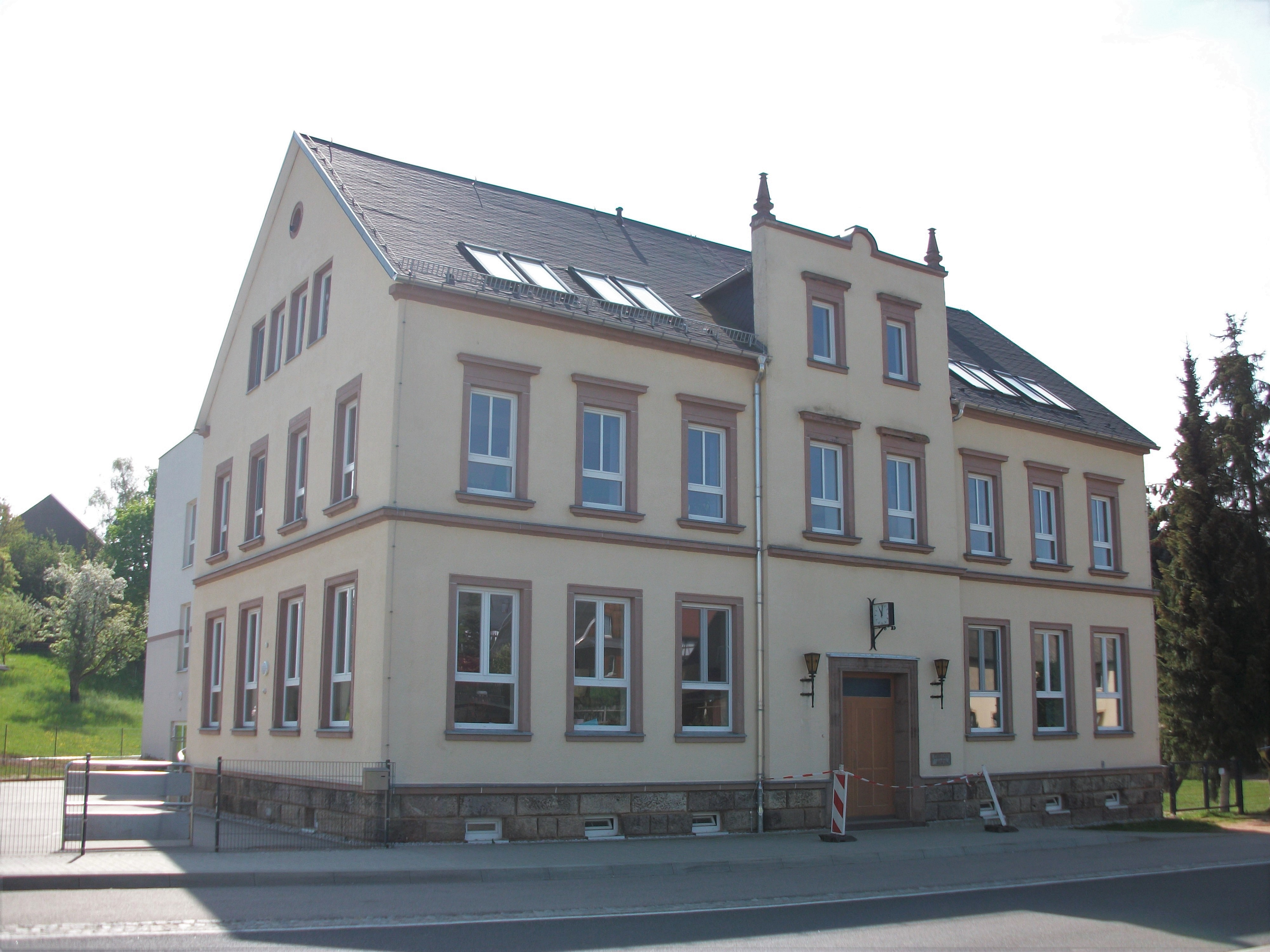
Grundschule Seifersbach

Der „Rozzow“ genannte Ort Rossau wurde erstmals im Jahr 1378 erwähnt. Zu dieser Zeit wurde noch nicht zwischen Ober- und Niederrossau unterschieden. Belege für die Erwähnung der beiden Orte gibt es u. a. für Niederrossau aus dem Jahr 1551 als „Rossaw Nieder Gemeynn“ und ab 1791 als „Ober Roßau“ und „Nieder Roßau“. Die denkmalgeschützte Rossauer Kirche im heutigen Niederrossau entstand im 12/13. Jahrhundert als Wehrkirche. Sie ist somit eine der ältesten Kirchen in Sachsen.
Die heutige Gemeinde Rossau entstand am 1. Juli 1950 durch Zusammenschluss der Gemeinden Oberrossau, Niederrossau und Weinsdorf (mit dem Ortsteil Liebenhain). Das Gemeindeamt befindet sich im Ortsteil Niederrossau. Die heutigen Ortsteile der Gemeinde Rossau gehörten in früheren Jahrhunderten zu verschiedenen Verwaltungseinheiten. In der folgenden Tabelle werden diese Herrschaftsverhältnisse dargestellt.
| Ort                      | Zugehörigkeit vor 1590                                        | Zugehörigkeit zwischen 1590 und 1832                  | Zugehörigkeit von 1832 bis 1856 |
| ------------------------ | ------------------------------------------------------------- | ----------------------------------------------------- | ------------------------------- |
| Greifendorf              | Amt Nossen                                                    | Amt Nossen                                            | Amt Nossen                      |
| Oberrossau, Niederrossau | Kreisamt Freiberg                                             | Amt Nossen                                            | Amt Nossen                      |
| Moosheim                 | Amt Döbeln                                                    | Amt Rochlitz                                          | Amt Rochlitz                    |
| Weinsdorf, Liebenhain    | Kreisamt Freiberg                                             | Amt Rochlitz                                          | Amt Frankenberg-Sachsenburg     |
| Hermsdorf                | Herrschaft Ringethal (zum Kreisamt Freiberg gehörig, Exklave) | Herrschaft Ringethal (zum Kreisamt Freiberg, Exklave) | Amt Frankenberg-Sachsenburg     |
| Seifersbach              | Kreisamt Freiberg                                             | Amt Frankenberg-Sachsenburg (ab 1551 nachweisbar)     | Amt Frankenberg-Sachsenburg     |
| Schönborn, Dreiwerden    | Rittergut Neusorge (zum Amt Rochlitz gehörig)                 | Rittergut Neusorge (ab 1610 zum Amt Augustusburg)     | Amt Frankenberg-Sachsenburg     |

Nach der Auflösung der Ämter kamen die Orte unter die Verwaltung des Gerichtsamts Mittweida, Greifendorf und Moosheim an das Gerichtsamt Roßwein. Im Oktober 1874 kamen die zum Gerichtsamt Mittweida gehörigen Orte im Gebiet von Rossau an die Amtshauptmannschaft Rochlitz und die Orte Greifendorf und Moosheim an die Amtshauptmannschaft Döbeln. Ab 1952 gehörten alle heutigen Rossauer Ortsteile zum Kreis Hainichen, welcher 1994 Teil des neuen Landkreises Mittweida wurde. Seit 2008 gehört die Gemeinde Rossau mit ihren Ortsteilen zum Landkreis Mittelsachsen.

### Einwohnerentwicklung
Entwicklung der Einwohnerzahl (Stichtag: 31. Dezember):
| Jahr | Einwohner |
| ---- | --------- |
| 1998 | 3943      |
| 1999 | 4016      |
| 2000 | 4061      |
| 2001 | 3981      |
| 2002 | 3913      |

| Jahr | Einwohner |
| ---- | --------- |
| 2003 | 3920      |
| 2004 | 3881      |
| 2005 | 3917      |
| 2006 | 3852      |
| 2007 | 3814      |

| Jahr | Einwohner |
| ---- | --------- |
| 2012 | 3566      |
| 2013 | 3566      |
| 2015 | 3598      |

### Eingemeindungen
| Ehemalige Gemeinde bzw. Gutsbezirk        | Datum              | Anmerkung |
| ----------------------------------------- | ------------------ | --- |
| Greifendorf                               | 1. März 1994       | |
| Hermsdorf                                 | 1. Januar 1994     | |
| Moosheim                                  | 1. Januar 1994     | |
| Niederrossau                              | 1. Juli 1950       | Zusammenschluss mit Oberrossau und Weinsdorf zu Rossau                                                                      |
| Oberrossau                                | 1. Juli 1950       | Zusammenschluss mit Niederrossau und Weinsdorf zu Rossau                                                                    |
| Oberrossau, Revierförsterei               | 1. Juli 1936       | Ausgliederung aus der Gemeinde Oberrossau und Eingliederung in den selbstständigen Gutsbezirk Staatsforstrevier Frankenberg |
| Schönborn                                 | 3. März 1933       | Namensänderung in Schönborn-Dreiwerden                                                                                      |
| Schönborn-Dreiwerden                      | 1. Januar 1992     | Zusammenschluss mit Seifersbach zu Schönborn-Dreiwerden-Seifersbach                                                         |
| Schönborn-Dreiwerden-Seifersbach          | 1. Januar 1999     | |
| Seifersbach                               | 1. Januar 1992     | Zusammenschluss mit Schönborn-Dreiwerden zu Schönborn-Dreiwerden-Seifersbach                                                |
| Staatsforstrevier Frankenberg, Gutsbezirk | 12. September 1949 | Teileingliederung nach Greifendorf                                                                                          |
| Staatsforstrevier Frankenberg, Gutsbezirk | 12. September 1949 | Teileingliederung nach Mossheim                                                                                             |
| Staatsforstrevier Frankenberg, Gutsbezirk | 9. Dezember 1948   | Teileingliederung nach Oberrossau im Zuge der Bodenreform                                                                   |
| Staatsforstrevier Frankenberg, Gutsbezirk | 11. Dezember 1948  | Teileingliederung nach Schönborn-Dreiwerden                                                                                 |
| Staatsforstrevier Rossau, Gutsbezirk      | 11. Dezember 1948  | Teileingliederung nach Oberrossau                                                                                           |
| Weinsdorf                                 | 1. Juli 1950       | Zusammenschluss mit Niederrossau und Oberrossau zu Rossau                                                                   |

## Politik

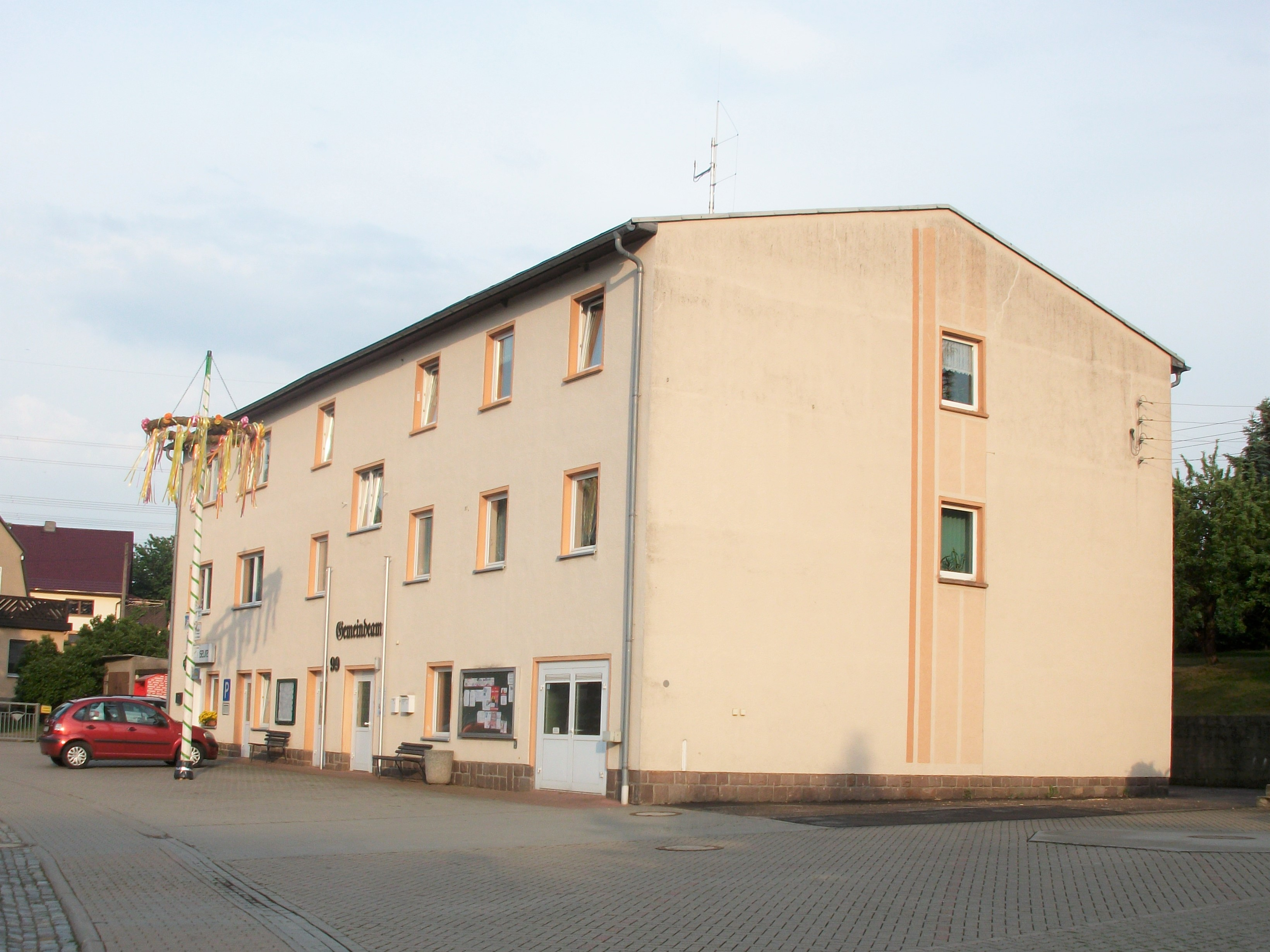
Gemeindeamt Rossau in Niederrossau

Das Gemeindeamt der Gemeinde Rossau befindet sich in Niederrossau.

### Gemeinderat
Seit der Gemeinderatswahl am 9. Juni 2024 verteilen sich die 14 Sitze des Gemeinderates folgendermaßen auf die einzelnen Gruppierungen:
- Freie Wähler Rossau e. V. (FWGR): 8 Sitze
- CDU: 3 Sitze
- Wir für Rossau (WfR): 2 Sitze
- Wählerverband Greifendorf/Rossau: 1 Sitz

| Gemeinderat ab 2024Insgesamt 14 Sitze - FWR: 8 - WfR: 2 - WV GR: 1 - CDU: 3 | Liste                            | 2024   | 2024   | 2019   | 2019   | 2014   | 2014   |
| Gemeinderat ab 2024Insgesamt 14 Sitze - FWR: 8 - WfR: 2 - WV GR: 1 - CDU: 3 | Liste                            | Sitze  | in %   | Sitze  | in %   | Sitze  | in %   |
| Gemeinderat ab 2024Insgesamt 14 Sitze - FWR: 8 - WfR: 2 - WV GR: 1 - CDU: 3 | Freie Wähler Rossau e. V.        | 8      | 52,2   | 7      | 47,3   | 6      | 41,0   |
| Gemeinderat ab 2024Insgesamt 14 Sitze - FWR: 8 - WfR: 2 - WV GR: 1 - CDU: 3 | CDU                              | 3      | 21,6   | 4      | 27,9   | 5      | 35,2   |
| Gemeinderat ab 2024Insgesamt 14 Sitze - FWR: 8 - WfR: 2 - WV GR: 1 - CDU: 3 | Wir für Rossau                   | 2      | 14,2   | 2      | 15,2   | 2      | 13,8   |
| Gemeinderat ab 2024Insgesamt 14 Sitze - FWR: 8 - WfR: 2 - WV GR: 1 - CDU: 3 | Wählerverband Greifendorf/Rossau | 1      | 5,6    | –      | –      | –      | –      |
| Gemeinderat ab 2024Insgesamt 14 Sitze - FWR: 8 - WfR: 2 - WV GR: 1 - CDU: 3 | Grüne                            | –      | 4,1    | –      | –      | –      | –      |
| Gemeinderat ab 2024Insgesamt 14 Sitze - FWR: 8 - WfR: 2 - WV GR: 1 - CDU: 3 | SPD                              | –      | 2,4    | –      | 2,3    | –      | –      |
| Gemeinderat ab 2024Insgesamt 14 Sitze - FWR: 8 - WfR: 2 - WV GR: 1 - CDU: 3 | Linke                            | –      | –      | 1      | 7,3    | 1      | 7,9    |
| Gemeinderat ab 2024Insgesamt 14 Sitze - FWR: 8 - WfR: 2 - WV GR: 1 - CDU: 3 | FDP                              | –      | –      | –      | –      | –      | 1,3    |
| Gemeinderat ab 2024Insgesamt 14 Sitze - FWR: 8 - WfR: 2 - WV GR: 1 - CDU: 3 | NPD                              | –      | –      | –      | –      | –      | 0,9    |
| Gemeinderat ab 2024Insgesamt 14 Sitze - FWR: 8 - WfR: 2 - WV GR: 1 - CDU: 3 | Wahlbeteiligung                  | 70,7 % | 70,7 % | 66,8 % | 66,8 % | 61,6 % | 61,6 % |

### Bürgermeister
Im September 2023 wurde Dietmar Gottwald mit 84,7 Prozent der Stimmen wiedergewählt.
| Wahl | Bürgermeister    | Vorschlag | Wahlergebnis (in %) |
| ---- | ---------------- | --------- | ------------------- |
| 2023 | Dietmar Gottwald | Gottwald  | 95,0                |
| 2016 | Dietmar Gottwald | Gottwald  | 84,8                |
| 2009 | Dietmar Gottwald | CDU       | 51,2                |
| 2006 | Horst Glöß       | FWG HGMR  | 94,5                |
| 1994 | Horst Glöß       | Glöß      | 85,1                |

## Kultur und Sehenswürdigkeiten
- Die Rossauer Dorfkirche[9] stammt aus dem 12./13. Jahrhundert und steht seit 1983 unter Denkmalschutz. Ihre Orgel von 1670 ist eine der ältesten Orgeln Sachsens. Der Altar zeigt Apollonia, die Schutzpatronin der Zahnärzte.
- Das Besucherbergwerk „Alte Hoffnung Erbstolln“ in Schönborn ist ein ehemaliges Silberbergwerk aus der 2. Hälfte des 13. Jahrhunderts.
- In Schönborn-Dreiwerden gibt es eine historische Bergwerksbahn.
- Sehenswert ist die in der Gemeinde liegende Alpakafarm in Moosheim. Alpakas werden hier schon seit langer Zeit gezüchtet.
- Die Kirche in Greifendorf aus dem Jahr 1859, die 1982 als abrissgefährdet galt, wurde mit Spendenmitteln saniert.

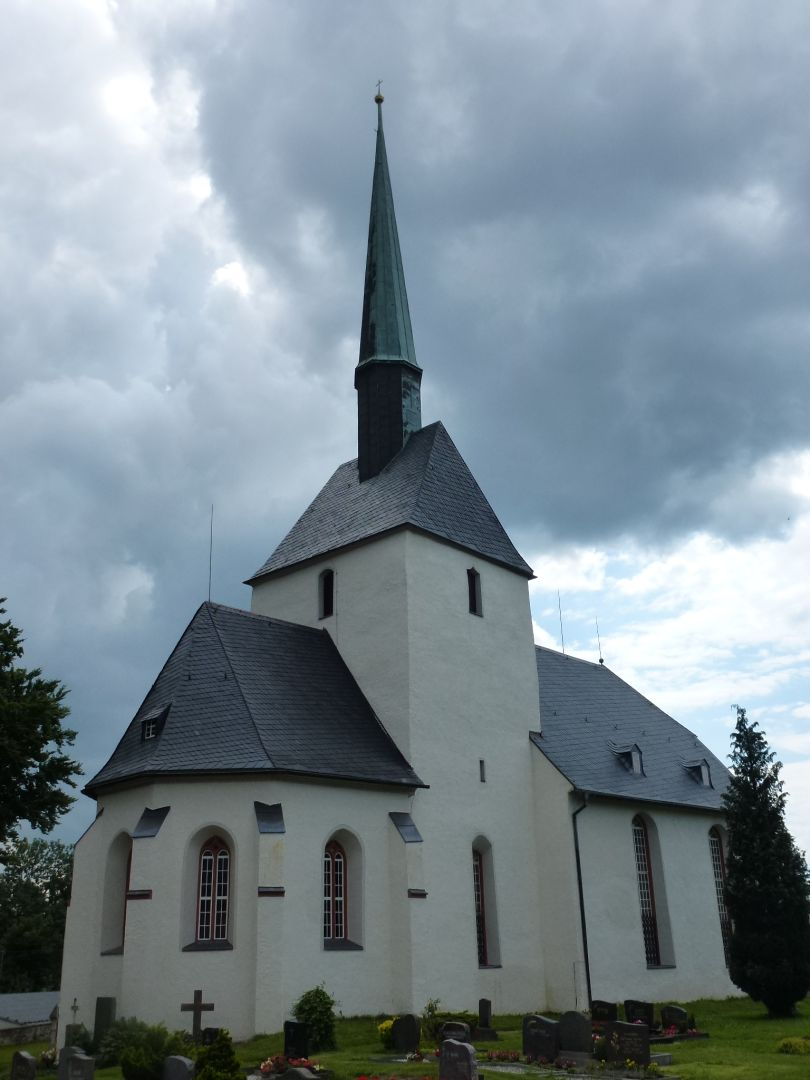
Kirche in Rossau
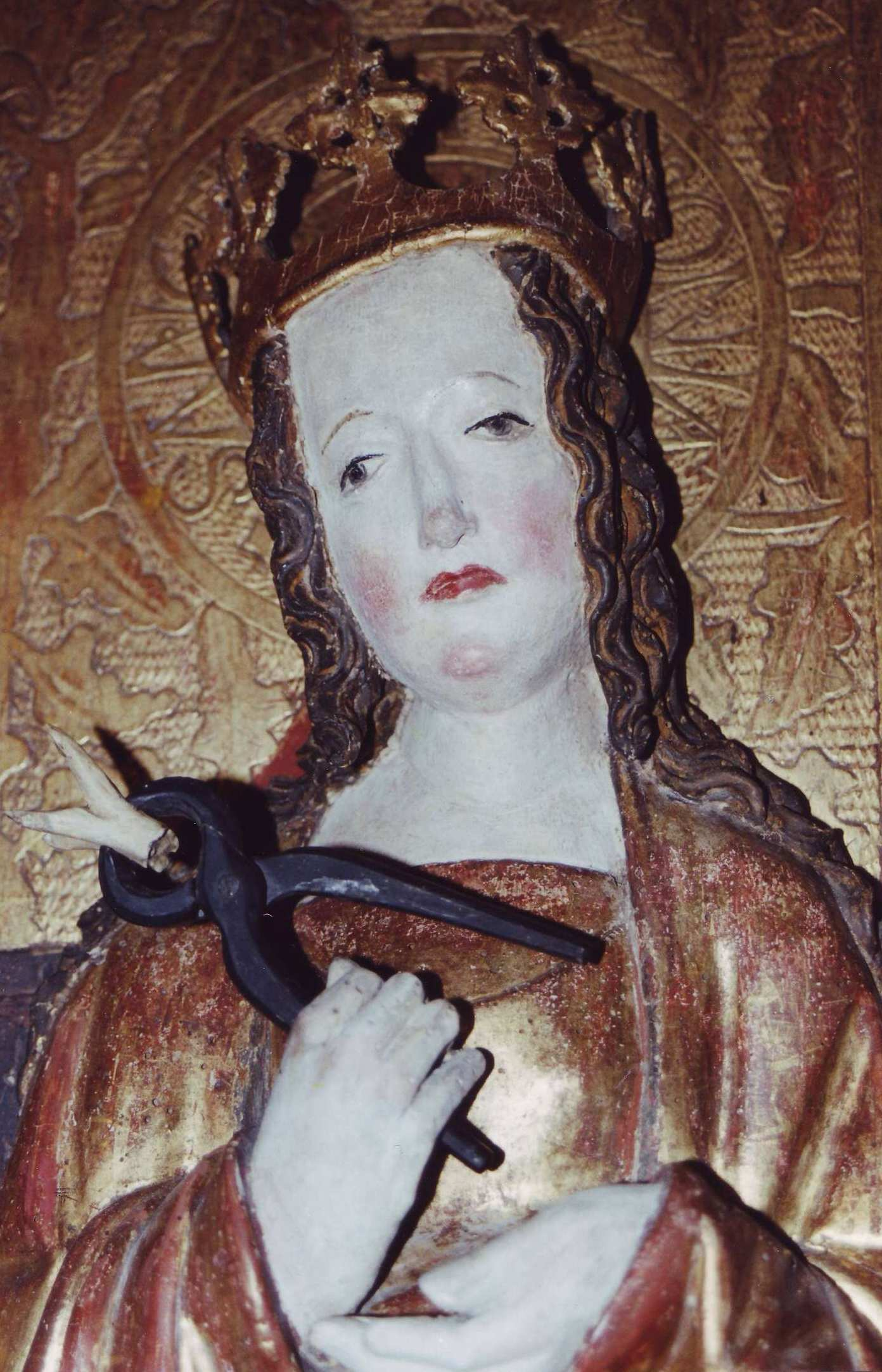
Figur der Hl. Apollonia aus Rossau
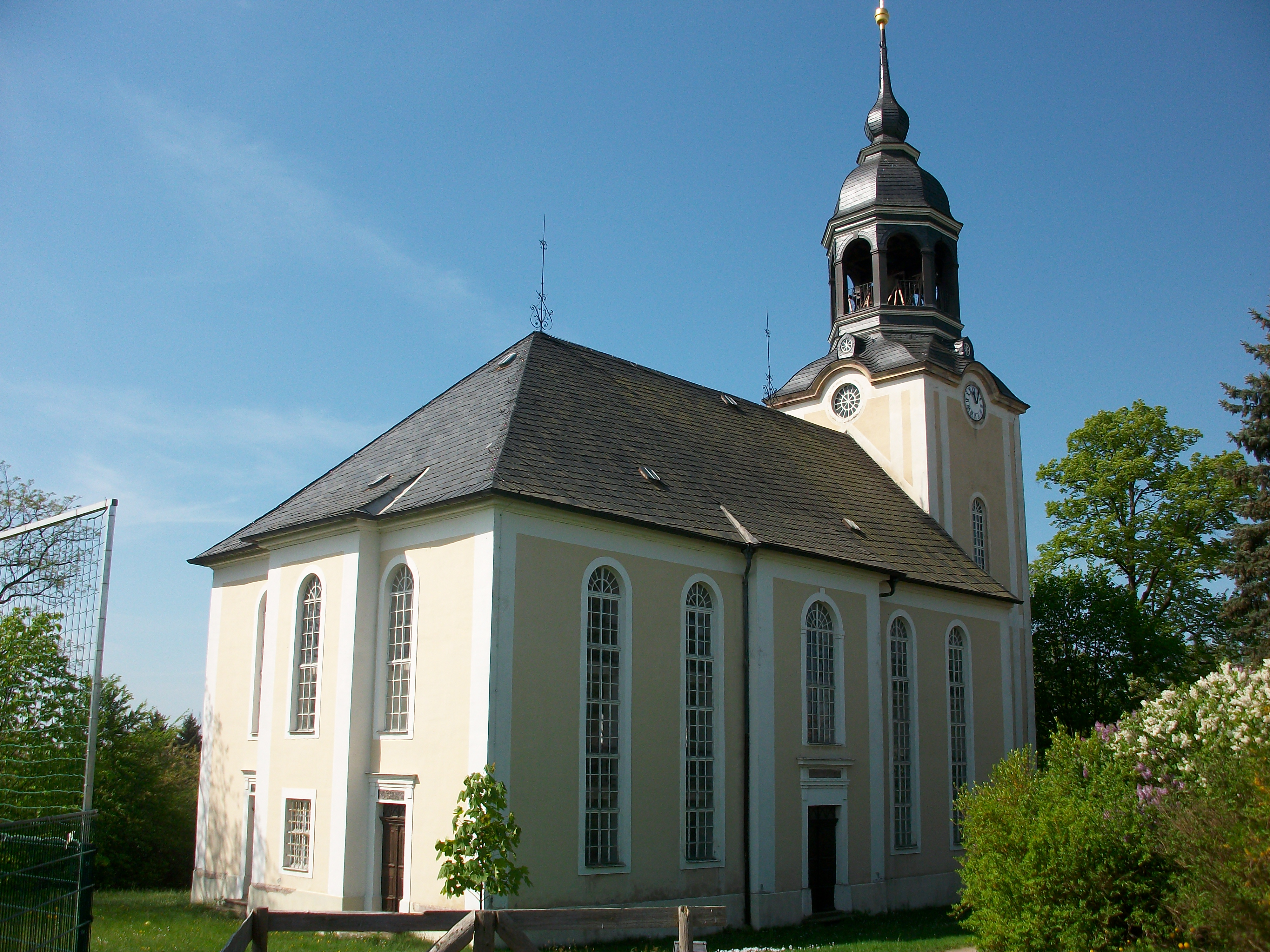
Kirche in Seifersbach
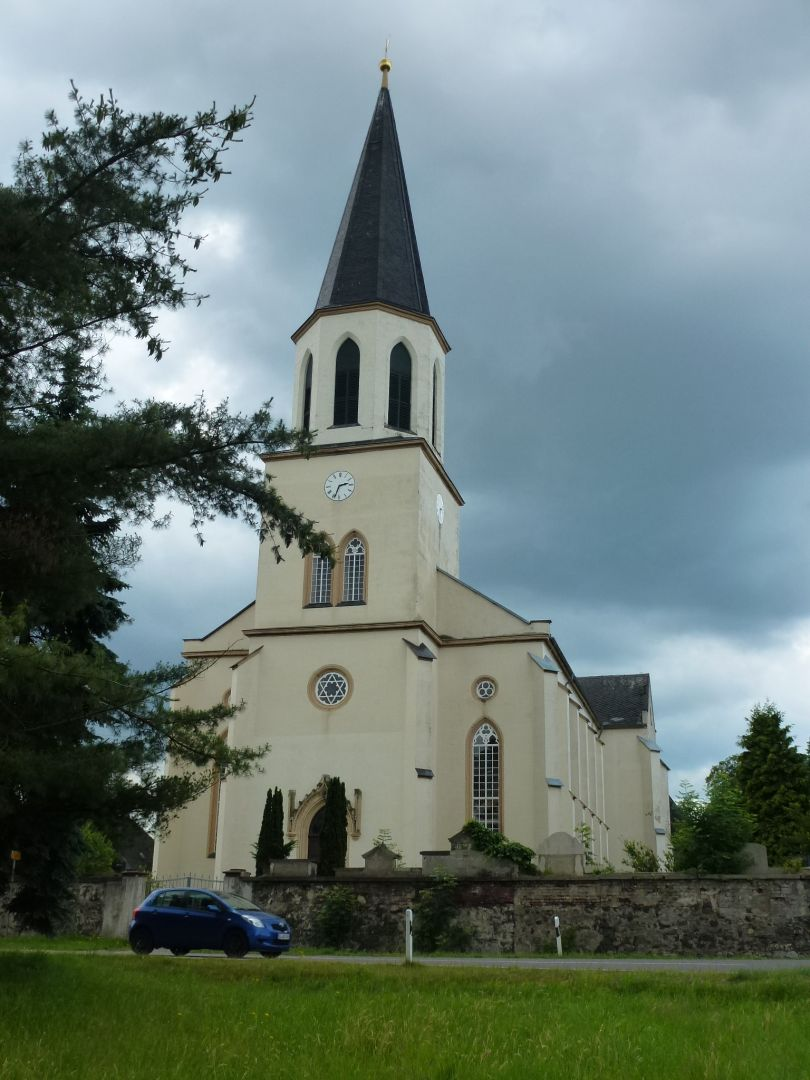
Kirche in Greifendorf
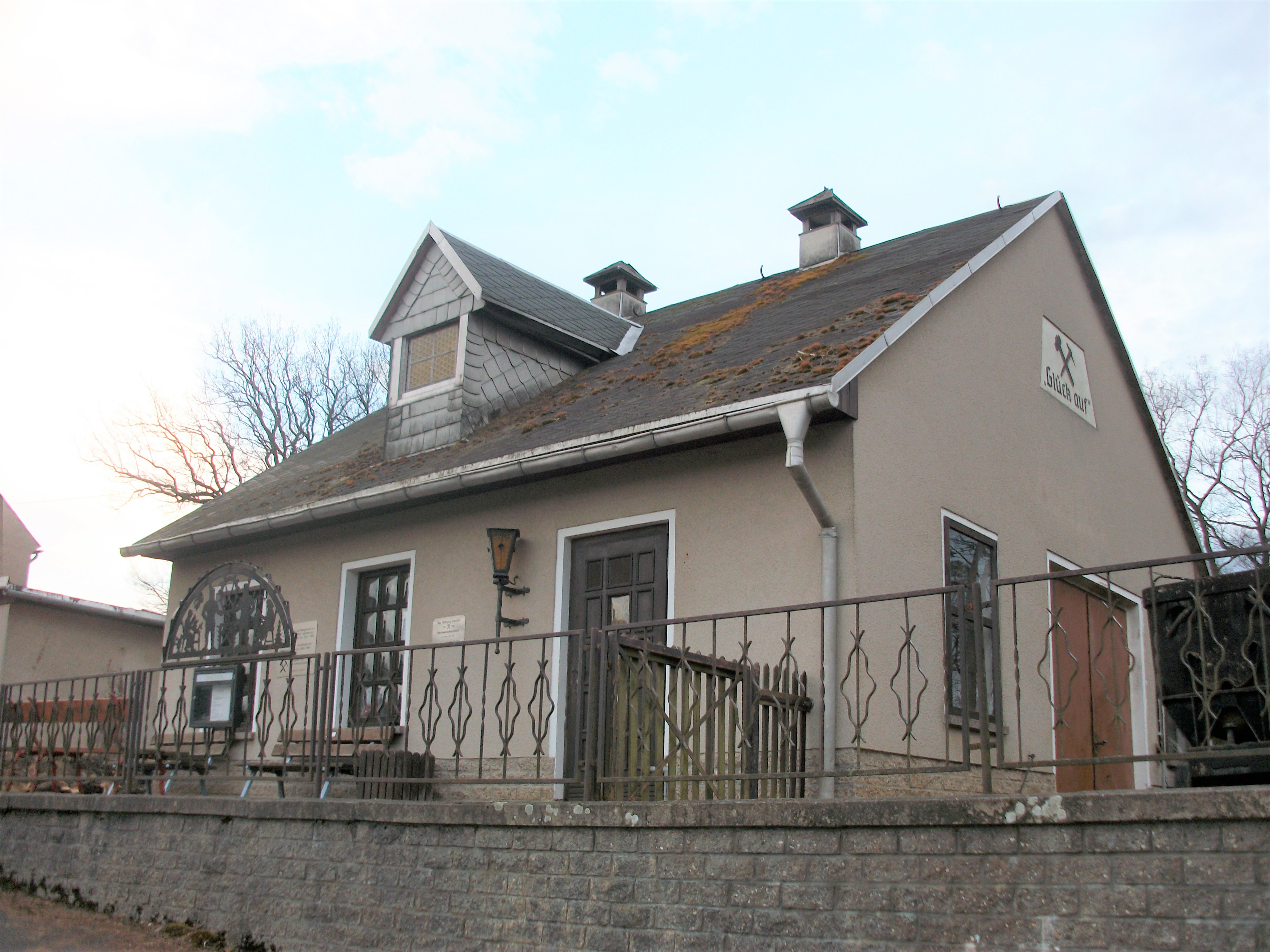
Alte Hoffnung Erbstolln in Schönborn

## Verkehr
Die südlich der Gemeinde verlaufende A 4 ist über den Anschluss Nr. 73 Hainichen (ca. 5 km) zu erreichen.

## Gesundheitswesen
In Schönborn-Dreiwerden betreibt die Sozialpsychiatrie des Klinikums Chemnitz in einem Vierseitenhof die Therapiestätte „Kastanienhof Rossau“.

## Söhne und Töchter der Gemeinde
- Martin Menzel (1932–2017), Historiker; geboren in Seifersbach